# Zero One Infinity
Zero One Infinity (ZOI) bezeichnet sprichwörtlich eine Regel beim Programmieren von Computerprogrammen, die Willem van der Poel zugeschrieben wird.

“Allow none of foo, one of foo, or any number of foo.”

„Ermögliche eine Sache nicht, ermögliche sie einmal oder ermögliche sie in unbegrenzter Anzahl.“

Zum Beispiel sollte ein Computeralgebrasystem entweder gar keine Graphen zeichnen können, einen Graph zeichnen können, oder beliebig viele Graphen zeichnen können.
Eine Sache ein einziges Mal zu ermöglichen, kann sinnvoll sein und wird als Ausnahme angesehen. Sobald aber eine Sache zweifach ermöglicht wird, gibt es keinen Grund, sie nicht auch dreifach zu ermöglichen. Und wenn sie dreifach ermöglicht ist, wird es jemanden geben, der diese Sache vierfach ermöglicht sehen will. Jede willkürlich gewählte Begrenzung wird so von den Anwendern des Computerprogramms abgelehnt werden, weswegen solche Einschränkungen vermieden werden sollten.